# Ludovico Einaudi

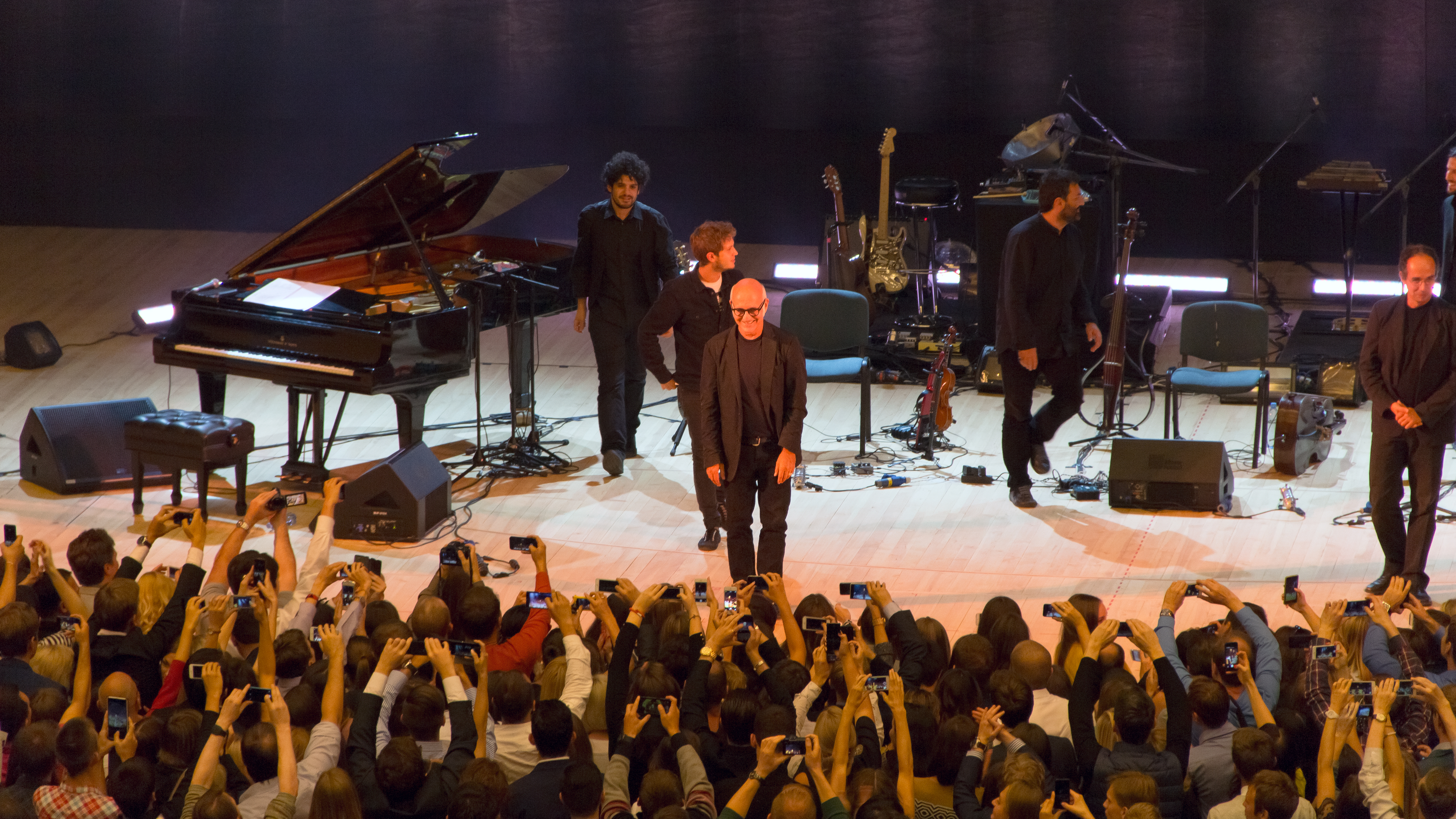
Ludovico Einaudi em um concerto em Moscou na Rússia, 12 de Setembro de 2014.

Ludovico Einaudi (Turim, 23 de novembro de 1955) é um pianista e compositor italiano. Depois de treinar no Conservatório de Verdi em Milão e influenciado pelo compositor Luciano Berio no início dos anos 1980, Einaudi iniciou sua carreira como compositor de música erudita e logo incorporou outros estilos e gêneros, incluindo pop, rock, world music e folk music. Einaudi compôs dezenas de músicas para filmes e trailers, incluindo Intocáveis, I'm Still Here, Doctor Zhivago e Acquario em 1996, pelo qual ganhou a Grolla d'Oro por melhor trilha sonora. Ele possui vários álbuns solo de piano e orquestra, como I Giorni em 2001, Nightbook em 2009, e In a Time Lapse em 2013.

## Vida e educação
Einaudi nasceu em Turim, Itália. Seu pai, Giulio Einaudi, era editor de autores como Italo Calvino e Primo Levi, e seu avô, Luigi Einaudi, foi presidente da Itália entre 1948 e 1955. Sua mãe tocava piano com ele desde criança. Ele começou compondo suas próprias músicas ainda adolescente, primeiro escrevendo para tocar numa folk guitar.
Ele iniciou seu treinamento musical no Conservatório de Verdi em Milão, ganhando um diploma em composição em 1982. No mesmo ano ele estudou com Luciano Berio e ganhou um intercâmbio escolar para o Festival de Música de Tanglewood. De acordo com Einaudi, "Berio tem interesse em trabalhos musicais com vocal africano e fez alguns arranjos de músicas dos Beatles, e ele me ensinou que há uma espécie de dignidade dentro da música. Eu aprendi orquestração dele e um jeito liberal de pensar sobre música."

## Álbuns de estúdio
- Time Out (vários instrumentos; experimental) (1988)
- Stanze (harpa) (1992)
- Le Onde (piano) (1996)
- Eden Roc (piano e cordas) (1999)
- I Giorni (piano) (2001)
- Diario Mali (piano e corá) (2003)
- Una mattina (piano e celo) (2004)
- Divenire (piano, orquestra de cordas e eletro) (2006)
- Nightbook (piano e eletro) (2009)
- In a Time Lapse (piano e eletro) (2013)
- Taranta Project (piano, electro, orquestra, celo e corá) (2015)
- Elements (piano, eletro e orquestra) (2015)
- Seven Days Walking (piano, violino, viola e celo) (2019)
- 12 Songs From Home (piano) (2020)
- Underwater (piano) (2022)

## Albúns ao vivo
- La Scala Concert 03.03.03 (2003)
- Live in Berlin (2007)
- iTunes Festival: London 2007 (2007)
- Live in Prague (2009)
- The Royal Albert Hall Concert (2010)
- La notte della Taranta 2010 (2011)
- iTunes Festival: London 2013 (2013)
- In a Time Lapse Tour (2014)
- Elements, Special Tour Edition (2016)

## Compilações
- Echoes: The Einaudi Collection (2003)
- I primi capolavori (2010)
- Islands: Essential Einaudi (2011)
- Einaudi Essentiel (2012)
- Undiscovered (2020)
- Cinema (2021)
- Moments of Peace (2023)
- Music of Care (2023)

## Remixes
- Table Vs Ludovico Einaudi (2002)
- Elements, Remixes (2016)

## Singles
- "Ultimi Fuochi" (1998)
- "Blusound" (2001)
- "Night" (2015)
- "Elements" (2015)
- "Drop" (2015)
- "Elegy for the Arctic" (2016)
- "Luminous" (2021)

## Participações em filmes e na televisão
- Fuori dal mondo (1999)
- Alexandria (2001)
- Luce dei miei occhi (2001)
- Le parole di mio padre (2002)
- Doctor Zhivago (2002)
- Sotto falso nome (2004)
- This Is England (2006)
- "Intocáveis"(2011)
- While You Were Sleeping (2017)

## Trilhas sonoras em filmes
- Intocáveis (2011)
- Samba (2014)